# Вінстон-Сейлем

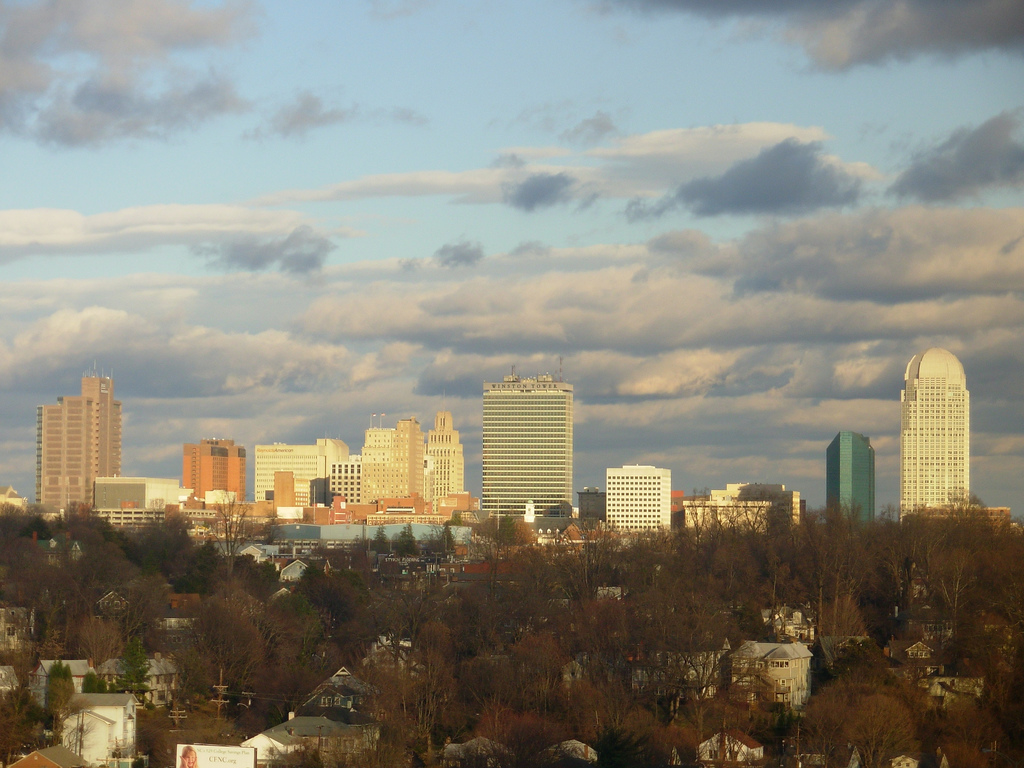

Вінстон-Сейлем (англ. Winston-Salem) — місто (англ. city) в США, є адміністративним центром округу Форсайт штату Північна Кароліна. Населення — 249 545 осіб (2020); у межах агломерації 484,921 тисяч осіб (2009 рік); у межах конурбації Ґрінсборо- Вінстон-Сейлем-Гай-Пойнт, що називається «Пієдмонт-Траяд» — 1 581 122 осіб (2009 рік). Є четвертим за населенням містом у Північній Кароліні. У межах метрополії Пієдмонт-Траяд він є другим після Ґрінсборо. Але саме тут знаходиться найвищий хмарочос метрополії.
Утворилося сполученням колишніх міст Вінстон та Сейлем. Прізвиська міста: «Твін-сіті» — за його подвійну окрему історію міст Сейлема й Вінстона; і «Кемел-сіті» — за розташуванням тютюнової промисловості у області; «Вінстон» — спрощена місцева назва міста.

## Історія

### Сейлем 1766—1913
Моравська церква обрала цю місцевість для заселення 1753 року й нарекла її Вахау за долиною біля Дунаю у Нижній Австрії. Власне місто Сейлем засноване 1766 року за гебрейським словом «шалом» — «покій». До американської громадянської війни тільки члени моравської церкви могли мешкати у місті. Зараз історичний Сейлем є місцевістю міста Олд Сейлем. Багато його будинків були відновлені.

### Вінстон 1849—1913
Засноване 1849 року й назване за місцевим полковником й сенатором Джозефом Вінстоном.

### Вінстон-Сейлем
Міста офіційно об'єднано 1913 року. З життям місто тісно пов'язана тютюнова компанія R.J. Reynolds. Заснована 1874 у місті вона стала світовим виробником тютюну. Тут вироблялися сигарети «Кемел» з французького цигаркового паперу й турецького тютюну. Для турецького тютюну Вінстон-Сейлем був офіційним портом прийому, незважаючи на відстань від океану 320 км. Компанія також породила різні бренди сигарет: Camel, Winston, Salem, Doral, Eclipse.
1911 року був заснований Ваковія банк, що став одним з найбільших у ЗДА, але у наслідок кризи «хатньої бульбашки» 2008 року був придбаний Веллс Фарго банк.
1929 року був побудований 96-метровий хмарочос «Рейнолдс-Білдінг», архітектора Вілльяма Ф. Ламба. Він був найвищим південніше Балтімору й став прототипом найвищого хмарочосу Нью-Йорка Емпайр-Стейт-Білдінг, що побудували 1931 року.

## Географія
Вінстон-Сейлем розташований за координатами 36°6′12″ пн. ш. 80°15′38″ зх. д. / 36.10333° пн. ш. 80.26056° зх. д. (36.103262, -80.260578). За даними Бюро перепису населення США в 2010 році місто мало площу 346,27 км², з яких 343,04 км² — суходіл та 3,23 км² — водойми.

### Клімат
Середньодобова температура липня — +26 °C, січня — +4 °C.
| Клімат : Вінстон-Сейлем                                                     | Клімат : Вінстон-Сейлем | Клімат : Вінстон-Сейлем | Клімат : Вінстон-Сейлем | Клімат : Вінстон-Сейлем | Клімат : Вінстон-Сейлем | Клімат : Вінстон-Сейлем | Клімат : Вінстон-Сейлем | Клімат : Вінстон-Сейлем | Клімат : Вінстон-Сейлем | Клімат : Вінстон-Сейлем | Клімат : Вінстон-Сейлем | Клімат : Вінстон-Сейлем | Клімат : Вінстон-Сейлем |
| Показник                                                                    | Січ.                    | Лют.                    | Бер.                    | Квіт.                   | Трав.                   | Черв.                   | Лип.                    | Серп.                   | Вер.                    | Жовт.                   | Лист.                   | Груд.                   | Рік                     |
| Абсолютний максимум, °C                                                     | 26,1                    | 28,3                    | 32,8                    | 33,9                    | 38,3                    | 40,0                    | 40,0                    | 40,0                    | 38,9                    | 35,6                    | 28,9                    | 26,1                    | 40,0                    |
| Середній максимум, °C                                                       | 9,4                     | 11,8                    | 16,2                    | 21,4                    | 25,8                    | 29,4                    | 31,4                    | 30,2                    | 26,6                    | 21,6                    | 16,5                    | 10,7                    | 20,9                    |
| Середня температура, °C                                                     | 4,2                     | 6,2                     | 10,2                    | 15,1                    | 19,6                    | 23,9                    | 25,9                    | 25,1                    | 21,3                    | 15,8                    | 10,6                    | 5,5                     | 15,3                    |
| Середній мінімум, °C                                                        | −1,1                    | 0,6                     | 4,2                     | 8,7                     | 13,4                    | 18,4                    | 20,5                    | 20,1                    | 15,9                    | 10,1                    | 4,7                     | 0,3                     | 9,7                     |
| Абсолютний мінімум, °C                                                      | −23,3                   | −18,3                   | −12,2                   | −6,1                    | −1,1                    | 4,4                     | 8,9                     | 8,3                     | 2,2                     | −6,1                    | −13,9                   | −19,4                   | −23,3                   |
| Норма опадів, мм                                                            | 92                      | 81                      | 103                     | 94                      | 98                      | 107                     | 127                     | 124                     | 106                     | 87                      | 85                      | 88                      | 1191                    |
| Днів з опадами                                                              | 6                       | 6                       | 8                       | 7                       | 9                       | 9                       | 10                      | 8                       | 8                       | 7                       | 7                       | 7                       | 83                      |
| --------------------------------------------------------------------------- | ----------------------- | ----------------------- | ----------------------- | ----------------------- | ----------------------- | ----------------------- | ----------------------- | ----------------------- | ----------------------- | ----------------------- | ----------------------- | ----------------------- | ----------------------- |
| Джерело: Southeast Regional Climate Center (normals and extremes 1899–2012) |                         |                         |                         |                         |                         |                         |                         |                         |                         |                         |                         |                         |                         |

## Демографія
Згідно з переписом 2010 року, у місті мешкало 229 617 осіб у 92 337 домогосподарствах у складі 55 683 родин. Густота населення становила 663 особи/км². Було 103974 помешкання (300/км²).
Расовий склад населення:
| - 51,2 % — білих - 34,7 % — чорних або афроамериканців - 2,0 % — азіатів - 0,4 % — корінних американців - 0,1 % — вихідців з тихоокеанських островів - 9,2 % — осіб інших рас |

До двох чи більше рас належало 2,4 %. Частка іспаномовних становила 14,7 % від усіх жителів.
За віковим діапазоном населення розподілялося таким чином: 24,6 % — особи молодші 18 років, 62,9 % — особи у віці 18—64 років, 12,5 % — особи у віці 65 років та старші. Медіана віку мешканця становила 34,6 року. На 100 осіб жіночої статі у місті припадало 88,6 чоловіків; на 100 жінок у віці від 18 років та старших — 84,1 чоловіків також старших 18 років.
Середній дохід на одне домашнє господарство становив 61 394 долари США (медіана — 39 882), а середній дохід на одну сім'ю — 75 144 долари (медіана — 52 336). Медіана доходів становила 41 466 доларів для чоловіків та 34 641 долар для жінок. За межею бідності перебувало 24,8 % осіб, у тому числі 38,1 % дітей у віці до 18 років та 9,8 % осіб у віці 65 років та старших.
Цивільне працевлаштоване населення становило 103 533 особи. Основні галузі зайнятості: освіта, охорона здоров'я та соціальна допомога — 29,8 %, науковці, спеціалісти, менеджери — 11,3 %, виробництво — 10,5 %, мистецтво, розваги та відпочинок — 10,4 %.

## Освіта
У Вінтон-Сейлемі три університети й один коледж: Вінстон-Сейлемський державний університет — заснований 1892 року й історично вважається афро-американським, Вейк-Форест університет — відомий приватний університет, школа мистецтв Університету Північної Кароліни, Сейлем-коледж — 4-ох річний коледж ліберальних мистецтв для жінок.

## Уродженці
- Кетрін Грейсон (1922—2010) — американська актриса і співачка сопрано
- Девід Тесто (* 1981) — американський футболіст.